# Pikosatelita
Pikosatelita, pico-satelita, picosat – rodzaj miniaturowego sztucznego satelity. Typ urządzeń o wadze od 0,1 do 1 kg. Do tej kategorii zalicza się również satelity określane jako CubeSat, czyli urządzenia w formie sześcianu o pojemności 1 decymetra sześciennego i masie około 1 kg. Pikosatelitami są np.: chiński satelita technologiczny Zheda Pixing 1, amerykański satelita Hermes, wietnamski satelita edukacyjny F-1, czy zaprojektowany i zbudowany w Polsce, w ramach współpracy studentów Politechniki Warszawskiej i Centrum Badań Kosmicznych PAN – PW-Sat.